# Aulo Brazzoduro
Aulo Brazzoduro, noto anche con lo pseudonimo di Lino Brazzi (Milano, 14 novembre 1928 – Milano, 30 gennaio 2022), è stato un fumettista italiano.

## Biografia
Alla fine degli anni quaranta esordì come illustratore di libri scolastici per l'Istituto Italiano Edizioni Atlas.
Negli anni sessanta realizza delle trasposizioni a fumetti di romanzi di Emilio Salgari e disegna numerosi numeri della serie Alboromanzo Vamp e Teddy Bob per la Casa Editrice Astoria di Gino Sansoni oltre al primo numero della serie a fumetti Zakimort insieme a Pini Segna. Per la Casa Editrice Universo realizza molte storie a fumetti fuori serie pubblicate sugli Albi dell'Intrepido e, con Mario Fantoni, crea graficamente il personaggio di KS per una serie ispirata a James Bond edita dal 1965 al 1966 dall'Editrice Sadea. Collabora con Enrico Bagnoli nel 1965 all'edizione italiana di Superman, nota come Nembo Kid. Per la casa editrice Astorina realizza un rifacimento del secondo numero della serie Diabolik precedentemente disegnato da Kalissa che per anni verrà erroneamente attribuito a Gino Marchesi. Nel 1966 realizza anche la copertina del disco Diabolik cantato da Betty Curtis.
Per il mercato francese realizza episodi delle serie Banga, l'As de la Jungle delle Editions des Remparts che verranno poi pubblicate anche in Italia nel 1962 in una serie omonima, Banga, l'asso della giungla, edito dai Fratelli Spada e la serie bellica Red Devil, che verrà anch'essa pubblicata in Italia.
Negli anni settanta collabora con l'editore Renato Bianconi e con Rosalia Guccione a vari storie a fumetti delle collane Raf e Jaguar oltre a realizzare vignette umoristiche per la rivista Piper; collabora anche con l'Editoriale Dardo realizzando alcune storie scritti da Franco Frescura per la serie di genere bellico Super Eroica e, per la Edifumetto, realizza un numero della serie I vitelloni. Poco dopo abbandona l'attività di fumettista per dedicarsi alla pittura.